# Laboulaye
Laboulaye è una città dell'Argentina nella provincia di Córdoba, capoluogo del dipartimento di Presidente Roque Sáenz Peña.

## Geografia
Laboulaye è situata nella parte sudorientale della provincia, ad un'altitudine di 131 m s.l.m., nella regione della Pampa. 

## Etimologia
La cittadina prende il suo nome dal giurista francese Édouard René de Laboulaye, amico del presidente argentino Domingo Faustino Sarmiento.

## Storia
L'insediamento fu fondato nel 1886 con l'arrivo della ferrovia. Negli anni successivi l'area fu colonizzata da molti immigrati europei (fra cui un gran numero di Italiani) .
È gemellata con un piccolo comune piemontese, Caraglio, in provincia di Cuneo.

## Infrastrutture e trasporti
Laboulaye è attraversata dalla strada nazionale 7 che collega Buenos Aires a Mendoza e alla frontiera cilena. 

## Amministrazione

### Gemellaggi
- Caraglio